# Italia domani
Italia domani, che aveva come sottotitolo Settimanale politico di attualità, è stato un settimanale italiano di politica e di costume. Fondato nel 1958, visse fino al 1960.

## Descrizione
Nel breve periodo in cui fu stampato, fu considerato un settimanale di una certa influenza nazionale . Il primo numero uscì martedì 18 novembre 1958, mentre l'ultimo fu in edicola domenica 29 maggio 1960. 
Direttore fu il giornalista Giuseppe Pirrone, che vi pubblicava degli editoriali di politica nazionale o estera. Aveva un'impostazione allora giudicata progressista, con articoli di ampio respiro sui temi che più alimentavano in quegli anni di guerra fredda le grandi discussioni politiche. Insieme ad alcuni giornalisti di area socialista, come Gianni Rocca, che ne fu redattore capo, vi collaborarono numerose personalità politiche, tra cui Antonio Giolitti e Aldo Capitini e intellettuali, tra cui Italo Calvino , Carlo Cassola, Luigi Silori, che scrisse una rubrica settimanale di critica su radio e televisione, per circa 50 numeri, dal 1958 al 1959, sotto lo pseudonimo "Monitore", Mario Socrate, Dario Puccini e Giacinto Spagnoletti .